# Clasificación para el Campeonato de Futsal de Concacaf de 2016
La Clasificación para el Campeonato de Futsal de Concacaf de 2016 fue la eliminatoria para determinar a los clasificados al torneo a celebrarse en Costa Rica, en el que se definen a los 4 clasificados al mundial a celebrarse en Colombia.

## Zona Norteamérica
México clasificó automáticamente por haber sido el mejor equipo de la zona en el Campeonato de Futsal de Concacaf de 2012, por lo que Canadá y Estados Unidos se enfrentaron en una serie de playoff en Costa Rica para definir al otro clasificado de la zona.
| 4 de mayo de 2016 | Canadá                                                     | 4–4     | Estados Unidos                                   | BN Arena, San José, Costa Rica |  |
|                   | Bennett 30' · Dimarco 36' · Belguendouz 37' · Orellana 38' | Reporte | Tayou 20' · Healy 28' · Santana 29' · Mattos 40' |                                |  |

| 5 de mayo de 2016 | Estados Unidos                              | 3–5     | Canadá                                               | BN Arena, San José, Costa Rica |  |
|                   | Dos Santos 15' · Donatelli 38' · Mattos 39' | Reporte | Renaud 14' 17' 29' · Harris 22' (a.g.) · Bennett 25' |                                |  |

Canadá ganó 9–7 en el global y clasificó al Campeonato de Futsal de Concacaf de 2016.

## Zona Centroamérica
Costa Rica clasificó automáticamente por ser el país organizador de la fase final de la eliminatoria, por lo que los otros seis participantes jugaron una eliminatoria en Guatemala para definir a dos clasificados directos y un boleto de playoff ante un rival del Caribe.

### Fase de grupos

#### Grupo A
| País      | J | G | E | P | GF | GC | GD  | Pts |
| --------- | - | - | - | - | -- | -- | --- | --- |
| Guatemala | 2 | 2 | 0 | 0 | 19 | 4  | +15 | 6   |
| Honduras  | 2 | 1 | 0 | 1 | 8  | 8  | 0   | 3   |
| Nicaragua | 2 | 0 | 0 | 2 | 4  | 19 | -15 | 0   |

| 27 de enero de 2016 | Guatemala | 13–2    | Nicaragua                      | Domo Polideportivo de la CDAG, Ciudad de Guatemala |  |
|                     | E. Santizo 1:40', 20:18' · M. Santizo 8:46' · W. Ruiz 11:41' · Aguilar 18:26', 31:55', 36:53', 37:42' · P. Ruiz 25:05', 33:08' · Sandoval 27:18' · Alvarado 38:36' · Mansilla 38:50' | Reporte | Escoto 28:22' · Morales 36:48' |                                                    |  |

| 28 de enero de 2016 | Nicaragua                    | 2–6     | Honduras                                                                                     | Domo Polideportivo de la CDAG, Ciudad de Guatemala |  |
|                     | Palma 19:58' · Escoto 33:46' | Reporte | Mocada 3:28' · Raudales 8:27', 29:34' · Hernández 27:47' · Alvarado 33:14' · Triminio 38:02' |                                                    |  |

| 29 de enero de 2016 | Honduras                      | 2–6     | Guatemala                                                                  | Domo Polideportivo de la CDAG, Ciudad de Guatemala |  |
|                     | Triminio 7:45' · Rivera 9:16' | Reporte | Arevalo 5:29', 9:56', 28:07' · Mansilla 14:44', 21:58' · M. Santizo 15:19' |                                                    |  |

#### Grupo B
| País        | J | G | E | P | GF | GC | GD  | Pts |
| ----------- | - | - | - | - | -- | -- | --- | --- |
| Panamá      | 2 | 2 | 0 | 0 | 18 | 0  | +18 | 6   |
| El Salvador | 2 | 1 | 0 | 1 | 9  | 5  | +4  | 3   |
| Belice      | 2 | 0 | 0 | 2 | 2  | 24 | -22 | 0   |

| 27 de enero de 2016 | Panamá | 15–0    | Belice | Domo Polideportivo de la CDAG, Ciudad de Guatemala |  |
|                     | Sánchez 5:57', 29:46' · Rivas 6:40', 33:12' · J. Pérez 8:08', 27:31' · Goodridge 8:28', 16:39' · Castellon 11:56', 23:50', 33:51' · Atencio 18:50' · Hinks 22:25', 36:39' · De Leon 25:38' | Reporte |        |                                                    |  |

| 28 de enero de 2016 | Belice                          | 2–9     | El Salvador                                                                                                   | Domo Polideportivo de la CDAG, Ciudad de Guatemala |  |
|                     | Figueroa 16:40' · Valdez 23:10' | Reporte | Contreras 8:24', 14:18', 35:49' · Galicia 13:18', 18:06', 18:17' · Corea 13:46' · Solis 23:34' · Erazo 28:25' |                                                    |  |

| 29 de enero de 2016 | El Salvador | 0–3     | Panamá                                             | Domo Polideportivo de la CDAG, Ciudad de Guatemala |  |
|                     |             | Reporte | Goodridge 8:15' · De Leon 11:58' · J. Pérez 29:43' |                                                    |  |

### Semifinales
Los ganadores clasifican al Campeonato de Futsal de Concacaf de 2016.
| 30 de enero de 2016 | Panamá                                                                                           | 6–4     | Honduras                                                            | Domo Polideportivo de la CDAG, Guatemala City |  |
|                     | Vega 22:09' (a.g.) · Sánchez 28:47', 37:32' · C. Pérez 30:33' · De Leon 31:07' · J. Pérez 33:03' | Reporte | Alvarado 6:30' · Triminio 13:26' · Hernández 32:44' · Montes 39:56' |                                               |  |

| 30 de enero de 2016 | Guatemala | 7–1     | El Salvador      | Domo Polideportivo de la CDAG, Ciudad de Guatemala |  |
|                     | Coronado 13:22', 23:54' · Aguilar 24:21' · W. Ruiz 30:23' · Arevalo 31:12' · Alvarado 38:02' · Sandoval 39:22' | Reporte | Contreras 22:34' |                                                    |  |

### Tercer lugar
El ganador juega un partido de playoff ante el tercer lugar del Caribe.
| 31 de enero de 2016 | Honduras                                                                                 | 5–2     | El Salvador                   | Domo Polideportivo de la CDAG, Ciudad de Guatemala |  |
|                     | Triminio 8:19' · Moncada 18:34' · Corea 23:31' (a.g.) · Montes 29:34' · Valeriano 32:53' | Reporte | Solis 0:59' · Sandoval 16:26' |                                                    |  |

### Final
| 31 de enero de 2016 | Panamá                                                        | 4–8     | Guatemala | Domo Polideportivo de la CDAG, Ciudad de Guatemala |  |
|                     | Goodridge 19:04' · C. Pérez 33:01' · Castellon 34:13', 35:02' | Reporte | Arevalo 5:12', 23:08', 39:54' · W. Ruiz 11:08' · M. Santizo 25:29' · E. Santizo 27:20' · Sandoval 33:39' · Alvarado 37:49' |                                                    |  |

## Zona Caribe
8 equipos dispuaron en Cuba dos plazas directas para el Campeonato de Futsal de Concacaf de 2016, así como un lugar de playoff ante el tercer lugar de UNCAF.

### Fase de grupos
El vencedor de cada grupo clasifica al Campeonato de Futsal de Concacaf de 2016 y los segundos lugares disputarán la serie de playoff.

#### Grupo A
| País              | J | G | E | P | GF | GC | GD  | Pts |
| ----------------- | - | - | - | - | -- | -- | --- | --- |
| Curazao           | 3 | 3 | 0 | 0 | 13 | 4  | +9  | 9   |
| Trinidad y Tobago | 3 | 2 | 0 | 1 | 13 | 7  | +6  | 6   |
| Guyana            | 3 | 1 | 0 | 2 | 8  | 11 | -3  | 3   |
| Antigua y Barbuda | 3 | 0 | 0 | 3 | 3  | 15 | -12 | 0   |

| 22 de enero de 2016 | Trinidad y Tobago                                                                              | 7–1     | Antigua y Barbuda | Sala Polivalente Kid Chocolate, La Habana |  |
|                     | K. Joseph 1:46' · Balthazar 10:28', 31:46', 39:34' · Neptune 13:46' · C. Joseph 15:15', 33:12' | Reporte | Philip 37:57'     |                                           |  |

| 22 de enero de 2016 | Curazao                                                                | 5–2     | Guyana                            | Sala Polivalente Kid Chocolate, La Habana |  |
|                     | Espacia 17:22', 24:06' · Bernardus 18:32' · Pop 36:02' · Roosje 37:55' | Reporte | Mannings 21:34' · Phillips 22:19' |                                           |  |

| 23 de enero de 2016 | Guyana                                    | 3–4     | Trinidad y Tobago                                                  | Sala Polivalente Kid Chocolate, La Habana |  |
|                     | Mannings 32:33' · Phillips 32:45', 36:08' | Reporte | k. Joseph 4:39' · Balthazar 6:19' · Daniel 19:44' · Neptune 31:07' |                                           |  |

| 23 de enero de 2016 | Antigua y Barbuda | 0–5     | Curazao                                                           | Sala Polivalente Kid Chocolate, La Habana |  |
|                     |                   | Reporte | Espacia 26:46', 37:14' · Bernardus 27:34', 27:52' · Roosje 38:49' |                                           |  |

| 24 de enero de 2016 | Guyana                                         | 3–2     | Antigua y Barbuda                  | Sala Polivalente Kid Chocolate, La Habana |  |
|                     | Mannings 4:01' · Grant 17:58' · Jeffrey 32:42' | Reporte | Kirwan 03:46' · Francis Jr. 15:07' |                                           |  |

| 24 de enero de 2016 | Curazao                                    | 3–2     | Trinidad y Tobago                | Sala Polivalente Kid Chocolate, Havana |  |
|                     | Pauletta 23:03', 30:12' · Bernardus 39:13' | Reporte | Daniel 14:13' · Balthazar 39:39' |                                        |  |

#### Grupo B
| País      | J | G | E | P | GF | GC | GD  | Pts |
| --------- | - | - | - | - | -- | -- | --- | --- |
| Cuba      | 3 | 3 | 0 | 0 | 14 | 1  | +13 | 9   |
| Guadalupe | 3 | 2 | 0 | 1 | 15 | 10 | +5  | 6   |
| SXM       | 3 | 1 | 0 | 2 | 6  | 13 | -7  | 3   |
| Jamaica   | 3 | 0 | 0 | 3 | 6  | 17 | -11 | 0   |

| 22 de enero de 2016 | Jamaica                          | 3–9     | Guadalupe | Sala Polivalente Kid Chocolate, La Habana |  |
|                     | Waul 9:05', 25:04' · Marks 9:55' | Reporte | Burlet 2:59', 12:32' · Rambojan 3:17' · Lantidor 3:55', 7:53', 21:19' · Chaffort 7:25' · Malacquis 14:56' · Labuthie 33:21' |                                           |  |

| 22 de enero de 2016 | Cuba                                                                 | 5–0     | SXM | Sala Polivalente Kid Chocolate, La Habana |  |
|                     | Castillo 12:00' · Martínez 19:07', 34:30', 35:40' · Domínguez 19:41' | Reporte |     |                                           |  |

| 23 de enero de 2016 | Sint Maarten                           | 3–2     | Jamaica               | Sala Polivalente Kid Chocolate, La Habana |  |
|                     | Wolff 0:34', 39:49' · De Punder 11:02' | Reporte | Morgan 19:09', 37:07' |                                           |  |

| 23 de enero de 2016 | Cuba                                                              | 4–0     | Guadalupe | Sala Polivalente Kid Chocolate, La Habana |  |
|                     | Domínguez 8:57' · Mariño 24:00' · Suárez 37:38' · Castillo 38:53' | Reporte |           |                                           |  |

| 24 de enero de 2016 | Guadalupe                                                                                   | 6–3     | SXM                                                      | Sala Polivalente Kid Chocolate, La Habana |  |
|                     | Lantidor 0:14' · Burlet 4:02', 38:09' · Chaffort 11:38' · Chicate 15:29' · Malacquis 19:41' | Reporte | Wolff 4:29' · Richardson 9:28' · Lacazette 12:30' (a.g.) |                                           |  |

| 24 de enero de 2016 | Jamaica      | 1–5     | Cuba                                                            | Sala Polivalente Kid Chocolate, La Habana |  |
|                     | Wolfe 39:00' | Reporte | Mariño 1:01' · Castillo 7:14', 10:45', 17:14' · Martínez 18:26' |                                           |  |

### Tercer lugar
El ganador jugará el playoff ante el tercer lugar de UNCAF.
| 26 de enero de 2016 | Trinidad y Tobago                                                | 5–4     | Guadalupe                                       | Sala Polivalente Kid Chocolate, La Habana |  |
|                     | Balthazar 5:17', 32:58', 37:21' · Joseph 13:13' · Neptune 38:05' | Reporte | Lacazette 4:24' · Burlet 23:47', 36:46', 39:51' |                                           |  |

### Final
| 26 de enero de 2016 | Curazao | 0–5     | Cuba                                                            | Sala Polivalente Kid Chocolate, La Habana |  |
|                     |         | Reporte | Chapman 5:06', 28:17' · Martínez 19:02' · Mariño 33:09', 34:28' |                                           |  |

## Playoff Centro-Caribe
El vencedor clasifica al Campeonato de Futsal de Concacaf de 2016.
| 4 de mayo de 2016 | Trinidad y Tobago | 1–1     | Honduras | BN Arena, San José, Costa Rica |  |
|                   | K. Joseph 24'     | Reporte | López 6' |                                |  |

| 4 de mayo de 2016 | Honduras                                                         | 5–3     | Trinidad y Tobago                       | BN Arena, San José, Costa Rica |  |
|                   | Hernández 3' · Rivera 16' · Ortiz 16' · Montes 40' · Moncada 40' | Reporte | K. Joseph 3' · Daniel 10' · Neptune 17' |                                |  |

Honduras gana 6–4 en el global y clasifica al Campeonato de Futsal de Concacaf de 2016.